# Einarsson
Einarsson ist ein männlicher isländischer Name.

## Herkunft und Bedeutung
Der Name ist ein Patronym mit der Bedeutung Einars Sohn. Die weibliche Entsprechung ist Einarsdóttir (Einars Tochter).

## Namensträger
- Ásgeir Trausti Einarsson, vollständiger Name von Ásgeir Trausti (* 1992), isländischer Singer-Songwriter
- Eiríkur Bergmann Einarsson (* 1969), isländischer Politikwissenschaftler und Autor
- Elsa Einarsson (* 1941), schwedische Eisschnellläuferin
- Gissur Einarsson (um 1512–1548), Bischof von Skálholt und gleichzeitig der erste lutherische Bischof in Island
- Gunnar Einarsson (* 1978), isländischer Tennisspieler
- Haraldur Einarsson (* 1987), isländischer Leichtathlet und Politiker
- Indriði Einarsson (1851–1939), isländischer Dramatiker, Übersetzer und Politiker
- Karl Kjerúlf Einarsson, bekannt unter dem Pseudonym Dunganon (1897–1972), isländischer Dichter, Maler und Abenteurer
- Logi Einarsson (* 1964), isländischer Politiker
- Magnús Einarsson (1098–1148), Bischof von Skálholt im Süden Islands
- Marteinn Einarsson († 1576), ev.-lutherischer Bischof von Island (1549–1557)
- Oddur Einarsson (1559–1630), ev.-lutherischer Bischof von Island (1589–1630)
- Pétur Einarsson (Leichtathlet) (* 1926), isländischer Mittelstreckenläufer
- Pétur Einarsson (Schauspieler) (* 1940), isländischer Schauspieler
- Sigfús Einarsson (1877–1939), isländischer Komponist
- Sigurbjörn Einarsson (1911–2008), ev.-lutherischer Bischof von Island (1959–1981)
- Sigurður Einarsson (Handballspieler) (* 1943), isländischer Handballspieler
- Sigurður Einarsson (Wirtschaftswissenschaftler) (* 1960), isländischer Wirtschaftswissenschaftler
- Sigurður Einarsson (Leichtathlet) (* 1962), isländischer Speerwerfer
- Sigurður Einarsson í Holti (1898–1967), isländischer Schriftsteller
- Snorri Einarsson (* 1986), norwegischer Skilangläufer
- Stefán Einarsson (1897–1972), isländischer Philologe
- Teitur Örn Einarsson (* 1998), isländischer Handballspieler
- Thorsteinn Einarsson (* 1996), österreichischer Musiker
- Vilhjálmur Einarsson (1934–2019), isländischer Leichtathlet